# Moncktonbeverrat
De Moncktonbeverrat (Crossomys moncktoni) is een knaagdier uit de onderfamilie der muizen en ratten van de Oude Wereld (Murinae) dat voorkomt in de bergen van oostelijk Nieuw-Guinea. De Moncktonbeverrat, de enige soort van het geslacht Crossomys, is een zeer sterk aan het leven in het water aangepast dier, met zeer gereduceerde ogen en oren en sterke achterpoten met zwemvliezen tussen de tenen. Het dier is mogelijk het nauwste verwant aan de twee soorten van Baiyankamys en behoort met Baiyankamys, Microhydromys, Parahydromys, Paraleptomys en Hydromys tot de Hydromys-divisie.

## Ontdekkingsgeschiedenis en taxonomie
De Moncktonbeverrat werd in 1907 voor het eerst beschreven door de Britse bioloog Oldfield Thomas op basis van een enkel exemplaar, dat in 1906 bij de rivier Brown in Central Province (Papoea-Nieuw-Guinea) was gevangen. Thomas plaatste de nieuwe soort als de enige soort in een nieuw geslacht, Crossomys, en daar is het dier altijd gebleven; de enige uitzondering is een studie van de Duitse bioloog Hans Rümmler uit 1938, waarin de soort, net als Parahydromys asper, in Hydromys werd geplaatst. Het duurde tot 1950 voor het dier voor de tweede keer werd gevangen, deze keer in de provincie Enga. In 1968 speculeerde de bioloog Lidicker, die de morfologie van de fallus van Nieuw-Guinese knaagdieren bestudeerde, dat Crossomys mogelijk helemaal niet zo nauw verwant was aan Hydromys als eerder werd gedacht. Dat werd later ondersteund door het immunologische onderozek van de Australiërs Watts en Baverstock uit 1994. Die plaatsten de Moncktonbeverrat zelfs dichter bij Leptomys, Pseudohydromys en de onechte waterrat dan bij Hydromys.
In de 21e eeuw werd de verwantschap van de Moncktonbeverrat met Hydromys opnieuw waarschijnlijker geacht. In de derde editie van het standaardwerk Mammal Species of the World (2005) werd de Moncktonbeverrat in de zogenoemde Hydromys-divisie geplaatst, samen met onder andere Hydromys en Parahydromys. Ze plaatsten een aantal andere geslachten die meestal ook als verwanten van Hydromys ("Hydromyinae") werden gezien in een andere divisie, de Xeromys-divisie, namelijk Leptomys, Pseudohydromys en Xeromys. Ze baseerden de plaatsing van de Moncktonbeverrat op gedeelde morfologische kenmerken en op ongepubliceerde genetische informatie, die zou aantonen dat de Moncktonbeverrat dichter bij Hydromys dan bij Leptomys zou staan. Ongeveer tegelijkertijd werd de beschrijving van Hydromys ziegleri van Kristofer Helgen gepubliceerd, waarin ook het geslacht Baiyankamys in ere werd hersteld. Helgen suggereerde dat er in ieder geval een fenetische overeenkomst was tussen Baiyankamys en de Moncktonbeverrat. Hij baseerde die mening op een lange lijst van gedeelde kenmerken, waaronder gereduceerde oren, een lange staart, en een zachte, dichte vacht.
De wetenschappelijke naam Crossomys moncktoni bestaat, zoals gebruikelijk in de zoölogische nomenclatuur, uit een geslachts- en een soortnaam. Beide namen zijn in 1907 door Thomas gegeven. De geslachtsnaam, Crossomys, betekent "franjemuis" (krossos, κρόσσος, is het Oudgriekse woord voor "kwast" of "franje" en mys, μῦς, betekent "muis") en verwijst naar de haren op de staart. De soortnaam, moncktoni, is een eerbetoon aan C.A.W. Monckton, die het eerste exemplaar ving.

## Kenmerken
Van alle Muroidea is de Moncktonbeverrat het beste aangepast aan een leven in het water. Het dier heeft extreem lange achterpoten waarvan de tenen volledig door zwemvliezen worden verbonden, de voorpoten zijn sterk gereduceerd, de oren zijn afwezig of steken niet boven de vacht uit, de ogen zijn extreem klein, en de lange staart heeft een rij haren aan de onderkant. Aan elke kant van de staartwortel begint die als een lange rij witte haren; die twee rijen smelten op ongeveer 50 mm van de staartwortel samen en de rij loopt door tot de staartpunt. In al deze kenmerken lijkt hij verrassend veel op de Tibetaanse waterspitsmuis (Nectogale elegans), een goed voorbeeld van convergente evolutie.
De rug is grijsbruin en de buik wit. De vacht is zeer zacht en waterdicht. De bovenkant van de staart is lichtgrijs, de onderkant wit. De voorvoeten en klauwen zijn zeer klein, maar de achtervoeten zijn juist heel groot. Op de bovenlippen zit een rij korte, sterke borstels, die misschien als raspen worden gebruikt. Het uitwendige oor (de pinna) beperkt zich tot een klein, ovaal oor dat niet of nauwelijks boven de vacht uitsteekt. Mogelijk kan de ooropening worden gesloten. De hersenen zijn, zoals bij veel waterdieren, vrij groot. De ossa nasalia zijn relatief kort, net als het verhemelte (palatum) en de kiezen. De bullae (gehoorkapsels) zijn klein. Het rostrum (snuit) is smal. Het is een middelgrote rat, ongeveer net zo groot als zijn naaste verwant Baiyankamys. De kop-romplengte bedraagt 175 tot 200 mm (gebaseerd op vier exemplaren), de staartlengte 212 tot 260 mm (4), de achtervoetlengte 44 tot 53 mm (4), de oorlengte 1 tot 4,5 mm (2) en het gewicht 165 gram (1). Vrouwtjes hebben geen mammae op de borst en twee paren op de buik, net als de meeste andere Nieuw-Guinese en Australische knaagdieren.

## Verspreiding, leefgebied en gedrag

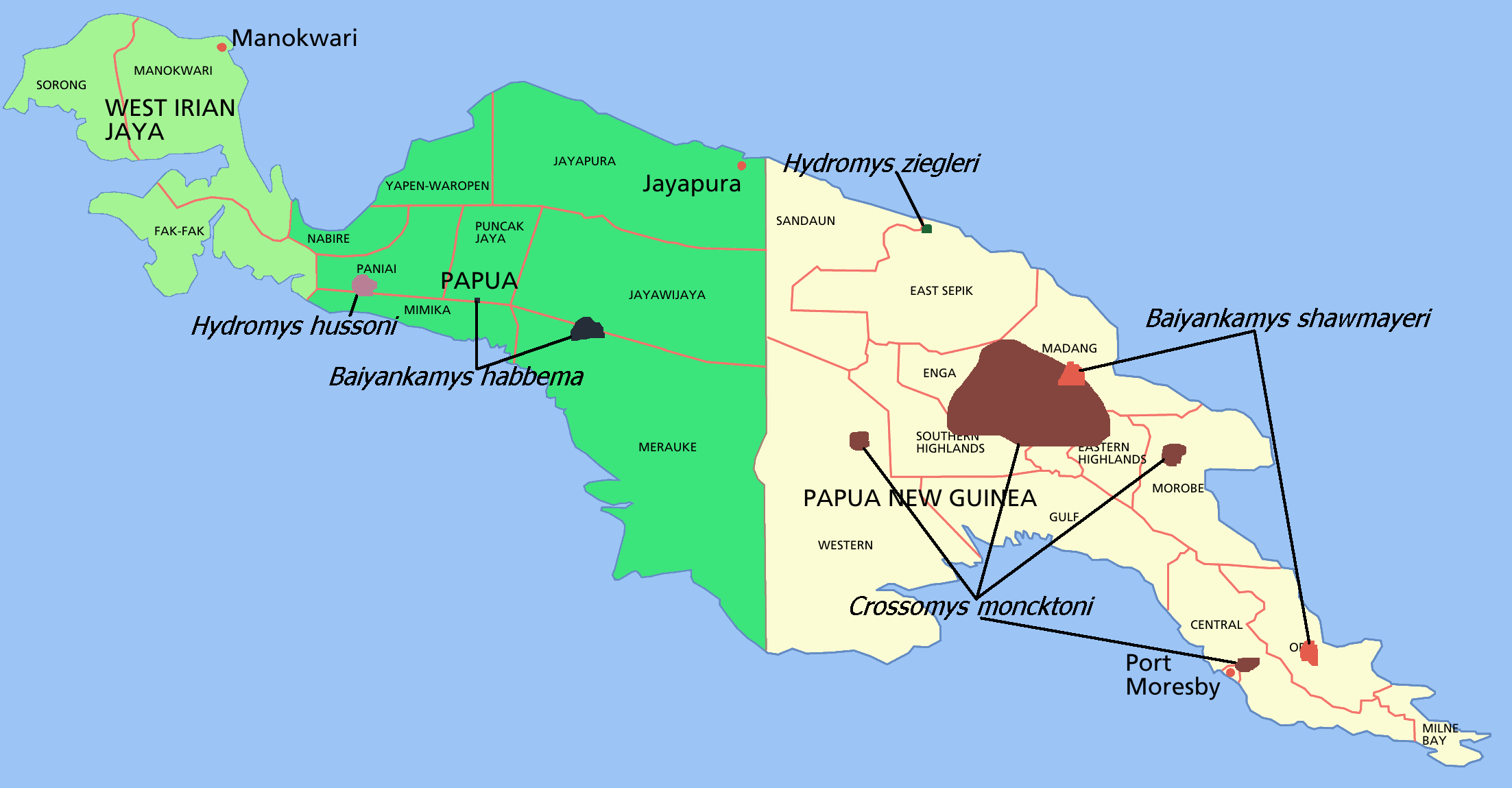
Verspreiding van de Moncktonbeverrat en enkele verwante soorten.

De Moncktonbeverrat komt in de bergen van Papoea-Nieuw-Guinea voor, op 1000 tot 2700 m hoogte. Het dier is op zowel het Huonschiereiland als de Centrale Cordillera gevonden en leeft in koude, snelstromende bergstromen. Het dier vormt deel van een groep endemische knaagdieren uit oostelijk Nieuw-Guinea waar ook onder andere Baiyankamys shawmayeri toe behoort. Het is moeilijk om het dier waar te nemen of te vangen, waardoor de werkelijke verspreiding echter groter zou kunnen zijn.
Deze soort leeft vrijwel uitsluitend in het water en slaapt in holen in rivieroevers. Het dier is naar alle waarschijnlijkheid overdag actief. Het eet in het water levende insecten, vooral nimfen en larven, kikkervisjes en kikkerdril.
Over de voortplanting is alleen bekend dat het dier slechts een jong per worp krijgt.

## Relatie met de mens
Over de beschermingsstatus van de Moncktonbeverrat is niet veel bekend, hoewel hij in de Rode Lijst van de IUCN de status "veilig" geeft.
Sommige inheemse Nieuw-Guinese volken bejagen het dier; verschillende talen hebben dan ook een specifiek woord voor de Moncktonbeverrat, waaronder kwypep bij de Kalam (provincie Madang). Sommige lokale namen betekenen "water-suikereekhoorn", een verwijzing naar de overeenkomst tussen de vachten van deze twee soorten.